# Siglo XXX
El  siglo XXX d. C.  (siglo treinta después de Cristo) o siglo XXX e. c. (siglo treinta de la era común) será el último siglo del III milenio en el calendario gregoriano. Comenzará el 1 de enero de 2901 y terminará el 31 de diciembre de 3000.

## Predicciones astronómicas

### Principales eclipses totales de Sol
- 16 de julio de 2903: Eclipse total de Sol[1] (7 min 4 s), del saros 170.
- 26 de julio de 2921: Eclipse total de Sol[2] (6 min 50 s), del saros 170.
- 6 de agosto de 2939: Eclipse total de Sol[3] (6 min 33 s), del saros 170.
- 16 de agosto de 2957: Eclipse total de Sol[4] (6 min 13 s), del saros 170.
- 28 de agosto de 2975: Eclipse total de Sol[5] (5 min 53 s), del saros 170.
- 7 de septiembre de 2993: Eclipse total de Sol[6] (5 min 33 s), del saros 170.

## Otros eventos previstos

### 2968
- El Helium Centennial Time Columns Monument, situado en Amarillo, Texas, contiene cuatro cápsulas del tiempo separadas que se abren después de duraciones diferentes. La apertura de la cuarta de las cuales se destina para 1000 años después de que dicho monumento fue encerrado en 1968.

### 2999
- La cápsula del tiempo en Chinook Centre en Calgary, Alberta, Canadá, está programada para abrirse el 31 de diciembre de 2999 luego de haber sido sellada en el 2000.

### 3000
- Cambio de milenio, IV milenio. No ocurría desde el paso del 31 de diciembre de 2000, hasta el 1 de enero de 2001. Y no volverá a ocurrir hasta dentro de otros 1000 años.

## Música
En una variante colombiana de la canción Cumpleaños feliz, el verso final indica que se puede seguir festejando cumpleaños hasta el año 3000.

## Ciencia ficción
- Según la fecha de lanzamiento de Fabula Nova Crystallis, el videojuego Lightning Returns: Final Fantasy XIII se desarrolla en este siglo, 1000 años después de los acontecimientos de las anteriores entregas.
- La serie de Matt Groening, Futurama,  está ambientada en el año 3000.
- El II Milenio de Plata en Sailor Moon está ambientado en el siglo XXX.
- En la serie Power Rangers Time Force, cuatro de los protagonistas (Jen, Lucas, Katie y Trip) vienen del año 3000.
- En la serie japonesa Mirai Sentai Timeranger, cuatro de los protagonistas (Yuuri, Ayase, Domon y Sion) vienen del año 3000.
- En el videojuego Borderlands 2 está ambientado en el año 3000.